# Graham Cantwell
Graham Cantwell (nascut el 25 de març de 1974) és un director de cinema i televisió irlandès. És força conegut per dirigir el llargmetratge Anton, que va assolir una estrena al cinema nacional de tres setmanes i va ser nominat a tres Premis IFTA Film & Drama el 2009. El seu curtmetratge A Dublin Story va ser preseleccionat per la nominació als Premis Oscar del 2004 després d'haver obtingut diversos premis en festivals de cinema. El 2010 va dirigir un nou drama televisiu The Guards per TV3 a Irlanda. Més recentment, va dirigir una comèdia romàntica ambientada a la indústria cinematogràfica de Londres, The Callback Queen, que es va estrenar a The Galway Film Fleadh el juliol de 2013 i es va projectar als EUA al Jean Cocteau Cinema, propietat i dirigit per George R. R. Martin.
A més dels seus treballs de direcció, és cofundador de Film Venture London i The Attic Studio a Dublín. El 2006 va desenvolupar i escenificar l'estrena europea de Babylon Heights d'Irvine Welsh (autor de Trainspotting) i Dean Cavanagh.
El seu curtmetratge Lily va guanyar el premi del públic al XVII Festival Internacional de Cinema Gai i Lèsbic de Barcelona (2017).

## Filmografia selecta
| Any  | Títol                              | Format             | Premis |
| ---- | ---------------------------------- | ------------------ | --- |
| 2021 | Who We Are                         | Llargmetratge      | |
| 2017 | Thir Air                           | Curtmetratge       | |
| 2017 | Lily                               | Curtmetratge       | Premi del Públic al FICGLB |
| 2014 | Footsteps of Angels                | Curtmetratge       | |
| 2013 | The Callback Queen                 | Llargmetratge      | |
| 2010 | The Guards                         | Sèrie de televisió | |
| 2009 | The Letter                         | Curtmetratge       | |
| 2009 | The Making of Anton                | Documental         | |
| 2008 | Anton                              | Llargmetratge      | Nominació als premis Irish Film & Television 2009: Millor fotografia Nominació als Irish Film & Television Awards 2009: Millor banda sonora original Nominació als Irish Film & Television Awards 2009: Millor actor de repartiment |
| 2007 | Dublin 26.06.08: A Movie in 4 Days | Llargmetratge      | |
| 2007 | The Coalboat Kids                  | Episodi pilot      | |
| 2007 | A Dublin Story                     | Curtmetratge       | Galway Film Fleadh 2003: Premi Kodak Tiernan McBride, Millor curtmetratge Foyle International Film Festival 2003: Premi del Festival, Millor Curtmetratge Premis de l'Acadèmia 2004: Llista de nominacions, Millor curtmetratge d'acció en directe Festival de Cinema de Tirana 2004: Menció Especial Worldfest Houston 2004: Bronze Remi |